# (3582) Cyrano
(3582) Cyrano est un astéroïde de la ceinture principale.

## Description
(3582) Cyrano est un astéroïde de la ceinture principale. Il fut découvert par Paul Wild le 2 octobre 1986 à l'observatoire Zimmerwald. Il présente une orbite caractérisée par un demi-grand axe de 3 UA, une excentricité de 0,08 et une inclinaison de 10,86° par rapport à l'écliptique.
Il fut nommé d'après Savinien de Cyrano de Bergerac (1619-1655), romancier, dramaturge et épistolier français.

## Compléments